# 李弼奎
李弼奎（韓語：이필규，？—？），朝鮮政治人物，延安派人。他於1956年因挑戰金日成失敗而逃亡到中國，具體離世時間不明。

## 生平
外間對李弼奎的生平所知不多。據蘇聯的官方檔案記載他於16歲時參與「中國革命」，後來回到朝鮮後加入蘇聯民政廳的安全部門工作。1948年至50年間於蘇聯共產黨轄下的黨校學習。回國後曾出任朝鮮人民軍副總參謀長和內務省第一副相。然而，在1955年內務相朴一禹被時任最高領導人金日成打倒，與朴關係親密的李弼奎也受到牽連而被調離內務省，改為出任化學省副相，其後再被貶為建材部長。1956年8月，因不滿金日成的獨裁統治和實行個人崇拜，他聯合崔昌益、金枓奉和尹公欽等人在中央委員會會議中挑戰金日成，但未能成功而逃亡到中國。

## 資料來源
1. 1 2 3  沈志華. . 廿一世紀. 2015, 12 (1): 84–96.
2. ↑  Andrei Lankov . "Crisis in North Korea: The Failure of De-Stalinization, 1956". 130